# Mirza (släkte)
Mirza är ett släkte muslemurer med två eller tre arter som precis som alla andra arter av lemurer bara förekommer på Madagaskar.

## Systematik
Tidigare kategoriserades taxonet som ett undersläkte av musmakierna  (Microcebus) men fick släktstatus på 1990-talet. Taxonet bedömdes länge bestå av bara en art. 2005 visade ett tyskt forskarlag att en population i nordvästra Madagaskar på grund av morfologiska, genetiska och ekologiska skillnader borde bedömas som en god art. Denna art fick det vetenskapliga namnet Mirza zaza. 2010 tillkännagavs även fyndet av ett distinkt taxon med röda markeringar på pälsen, i Berevo-Ranoberegionen, som kan utgöra en tredje, än så länge obeskriven art.
Beskrivna arter inom släktet:
- Mirza zaza - lever i nordvästra Madagaskar
- Mirza coquereli - är större än M. zaza och förekommer i de västra delarna av Madagaskar

## Kännetecken
Dessa lemurer når en kroppslängd mellan 23 och 27 centimeter och därtill kommer en 26 till 32 centimeter lång svans. Vikten varierar mellan 265 och 335 gram. Pälsen är på ovansidan gråbrun med röda eller olivgröna nyanser och på undersidan ljusgrå till gulgrå. Den yviga svanen har en mörkare spets. Det avrundade huvudet kännetecknas av stora ögon och öron som saknar hår. Mirza coquereli är lite större och tyngre än Mirza zaza, men den senare har större testiklar.

## Utbredning och habitat
Liksom alla lemurer förekommer släktet bara på Madagaskar. Habitatet utgörs av jämförelsevis torra skogar i öns västra del, ofta lever de nära vattendrag eller nära insjöar.

## Ekologi
Dessa primater är aktiva på natten, de vilar på dagen i självbyggda bon av blad och kvistar. När de letar efter föda går de vanligen på fyra extremiteter, ibland vistas de på marken. Individer av Mirza coquereli sover ensamma och Mirza zaza sover i grupper av upp till åtta djur. För Mirza coquereli är det känt att den har revir av cirka 4 hektar storlek som markeras med sekret från körtlar och troligen även med läten. I motsats till släktet musmakier håller de ingen vinterdvala men de faller ofta i dvala (torpor).

### Föda
Arterna är allätare och livnär sig av frukter, blommor, knopp, trädens vätskor, insekter och andra smådjur. Under den torra årstiden äter de upp till 60% insekter och insekternas söta avsöndringar.

### Fortplantning
Fortplantningssättet är inte enhetligt. Parningstiden för Mirza zaza infaller tidig (ibland redan i juli eller augusti) och honorna kan para sig med flera hanar. Honor av Mirza coquereli är bara några dagar i november parningsberedda och hanarna strider troligen för rätten att para sig.
Dräktigheten varar i cirka 90 dagar och sedan föds en eller två ungar. Ungdjuren dias ungefär fyra månader och efter minst 10 månader är ungarna könsmogna.

## Hot
Arterna hotas främst av avverkningen av regnskogen samt av svedjebruk. Mirza coquereli klassas av IUCN som missgynnad och Mirza zaza listas med kunskapsbrist.